# IRV (Beatmungsform)
Bei Beatmungen mit Inversed Ratio Ventilation (IRV) wird das Atemzeitverhältnis oder I:E-Verhältnis (I=Inspiration [Einatmung], E=Exspiration [Ausatmung]) umgekehrt. Daraus folgt eine
- Verlängerung der Inspirationszeit auf Kosten der Exspirationszeit (im Extremfall I:E= 4:1)[1]
- Erhöhung des mittleren Beatmungsdrucks

IRV wird eingesetzt bei schweren Störungen des Gasaustausches in der Lunge, insbesondere bei einengenden (restriktiven) Atmungsstörungen. Der positive Effekt auf die Sauerstoffsättigung (Oxygenierung) wird bewirkt durch eine:
- gleichmäßigere Verteilung des Gases in der Lunge
- bessere Belüftung von Lungenarealen mit erhöhtem Atemwegswiderstand (mehr Zeit zum Öffnen unbelüfteter (atelektatischer) Lungenbezirke).
- längere Kontaktzeit des Gases in der Lunge.

IRV hat jedoch auch Nachteile: Die Erhöhung des mittleren Beatmungsdrucks und damit des Drucks im Brustraum führt dazu, dass der venöse Rückstrom zum rechten Herzen abnimmt und in der Folge auch das Herzzeitvolumen und damit die Durchblutung der Organe verringert werden. Zudem kann sich durch die kurze Exspirationszeit ein „intrinsic PEEP“ aufbauen. Ihr Einsatz bleibt Ausnahmefällen vorbehalten.